# George M. Woodwell
George Masters Woodwell, né le 23 octobre 1928 à Cambridge (Massachusetts) et mort le 18 juin 2024 à Woods Hole (Massachusetts), est un écologue américain. 
Il fonde plusieurs programmes en écologie, d'abord au Brookhaven National Laboratory puis au Marine Biological Laboratory de Woods Hole (Massachusetts), puis au Woods Hole Research Center, qu'il fonde en 1985.
Il est surtout connu pour ses travaux sur les effets des rayonnements ionisants sur les écosystèmes forestiers, pour ses actions en vue de faire interdire l'utilisation du pesticide DDT aux États-Unis et pour attirer l'attention sur la menace du changement climatique qui résulte de la combustion de combustibles fossiles. Il est l'un des premiers scientifiques à tirer la sonnette d'alarme sur le changement climatique, témoignant devant le Congrès américain sur les effets du changement climatique en 1986,.
Il est membre fondateur du conseil d'administration de l'Environmental Defence Fund et du Conseil de défense des ressources naturelles, au conseil d'administration duquel il siège pendant 50 ans. Il est également président du World Wildlife Fund (États-Unis). Il est auteur/éditeur de plusieurs livres et auteur de centaines d’articles scientifiques. Il est membre de l'Académie américaine des arts et des sciences et de l'Académie américaine des sciences.
En 1997, il reçoit le 3e prix Heinz annuel pour l'environnement et en 2001, il obtient le prix Volvo pour l'environnement.

## Biographie
George M. Woodwell naît à Cambridge dans le Massachusetts de parents éducateurs : Philip McIntire Woodwell et Virginia Sellers. Il passe ses étés d'enfance dans la ferme familiale du Maine. Il fréquente la Boston Public Latin School, et obtient son baccalauréat en biologie en 1950 au Dartmouth College, dans le New Hampshire. Il est titulaire d'une maîtrise et d'un doctorat en botanique de l'université Duke.

## Recherche et importance
Dans une expérience phare au laboratoire national de Brookhaven, George M. Woodwell place une source de rayonnement ionisant (césium) au centre d'une forêt de chênes et de pins et, pendant dix ans, documente les changements dans la structure et la fonction des plantes forestières. Il conclut, ce qui est désormais largement admis, que les organismes dotés de la structure la plus sophistiquée mourront en premier lorsqu'ils seront exposés à un stress chronique. Les organismes plus simples sont plus résistants au stress chronique. Il extrapole pour postuler que les résultats qu'il a trouvés dans l'écosystème forestier de Long Island sont également vrais pour l'écosystème mondial : que les systèmes naturels se dégraderont selon un schéma prévisible lorsqu'ils seront exposés à un stress chronique.
Ses recherches sur les pesticides se sont concentrées sur le DDT, où lui et ses collègues scientifiques sont parmi les premiers à mettre en garde contre les effets nocifs du DDT sur la faune. Ce travail contribue à l’interdiction de l’utilisation du DDT aux États-Unis. C'est ce groupe de scientifiques et d'avocats qui a créé le Fonds de défense de l'environnement à la suite de leurs travaux sur le DDT.
George M. Woodwell a mené des recherches approfondies sur la budgétisation du carbone dans les forêts et les estuaires d'Amérique du Nord. Il est parmi les premiers à reconnaître que le changement climatique crée un système de rétroaction positive : le réchauffement alimente le réchauffement, menaçant d’accélérer le rythme du changement climatique au fil du temps.